# 7674 Kasuga
7674 Kasuga este un asteroid din centura principală de asteroizi.

## Descriere
7674 Kasuga este un asteroid din centura principală de asteroizi. A fost descoperit pe 15 noiembrie 1995 la Kitami de Kin Endate și Kazuro Watanabe. El prezintă o orbită caracterizată de o semiaxă mare de 2,91 ua, o excentricitate de 0,08 și o înclinație de 2,7° în raport cu ecliptica.